# 杉田祐希也
杉田 祐希也（すぎた ゆきや、1993年4月22日 - ）は、埼玉県出身のサッカー選手。ディビジョン1・ゲフレIF所属。ポジションはミッドフィールダー、フォワード。

## 経歴
柏レイソルの下部組織出身。仙台大学サッカー部在籍中の2012年夏にスペインへ渡り、翌年1月に当時スペイン4部リーグのFCホベ・エスパニョールに加入した。
彼もまた柏レイソルアカデミー出身である指宿洋史と同じく、Jリーグを経験することなくスペインのプロリーグでプレーした二人目の日本人選手となる。
2013年8月、同2部のエルクレスCFに期限付き移籍。5部から2部までの4つのカテゴリーを経験した唯一の日本人選手となった。11月24日のセグンダ・ディビシオン第15節CEサバデル戦で初ゴールを記録した。次節のレアル・ムルシア戦で初先発を飾ると、2アシストを決めて勝利に貢献し、この試合を観戦していたスペイン代表のジェラール・ピケから「素晴らしいクオリティを持っている」と賛辞を贈られた。同年末にエルクレスと2017年までの契約を結び、1,000万ユーロ（約14億円）の違約金が設定された。
2015年7月、エルクレスとの契約を解消。8月からJ2・コンサドーレ札幌の練習に参加していたが、獲得は見送られた。
2016年3月、タイ・プレミアリーグのパタヤ・ユナイテッドFCと契約を交わした。
2017年2月、スーペルエッタン（スウェーデン2部）のダルクルドFFへ移籍した。
2018年7月、ペルシアン・ガルフ・プロリーグ（イラン1部）のトラークトゥールへ移籍した。
契約満了により2019年末でトラークトゥールを退団。2020年1月、ヴィッセル神戸の練習に参加。
2020年3月9日、アルスヴェンスカン（スウェーデン1部）のIKシリウス・フォトボルと夏までのローンで契約。2年振りにスウェーデンに復帰した。2020年8月に完全移籍に移行。2020シーズンのリーグ戦では28試合に出場し7得点6アシストを記録した。
2023年1月26日、ペルシアン・ガルフ・プロリーグのフーラードFCへ移籍した

## 個人成績
| 国内大会個人成績 | 国内大会個人成績     | 国内大会個人成績 | 国内大会個人成績 | 国内大会個人成績 | 国内大会個人成績 | 国内大会個人成績 | 国内大会個人成績 | 国内大会個人成績 | 国内大会個人成績 | 国内大会個人成績 | 国内大会個人成績 |
| 年度             | クラブ               | 背番号           | リーグ           | リーグ戦         | リーグ戦         | リーグ杯         | リーグ杯         | オープン杯       | オープン杯       | 期間通算         | 期間通算         |
| 年度             | クラブ               | 背番号           | リーグ           | 出場             | 得点             | 出場             | 得点             | 出場             | 得点             | 出場             | 得点             |
| スペイン         | スペイン             | スペイン         | スペイン         | リーグ戦         | リーグ戦         | 国王杯           | 国王杯           | オープン杯       | オープン杯       | 期間通算         | 期間通算         |
| ---------------- | -------------------- | ---------------- | ---------------- | ---------------- | ---------------- | ---------------- | ---------------- | ---------------- | ---------------- | ---------------- | ---------------- |
| 2013-14          | エルクレス           | 26               | セグンダ         | 16               | 2                | 1                | 0                | -                | -                | 17               | 2                |
| 2014-15          | エルクレス           | 26               | セグンダB        | 12               | 0                | 0                | 0                | -                | -                | 12               | 0                |
| タイ             | タイ                 | タイ             | タイ             | リーグ戦         | リーグ戦         | リーグ杯         | リーグ杯         | FA杯             | FA杯             | 期間通算         | 期間通算         |
| 2015-16          | サムットプラーカーン | 11               | T2               | 9                | 1                | 0                | 0                | 0                | 0                | 9                | 1                |
| 通算             | スペイン             | スペイン         | セグンダ         | 16               | 2                | 1                | 0                | -                | -                | 17               | 2                |
| 通算             | スペイン             | スペイン         | セグンダB        | 12               | 0                | 0                | 0                | -                | -                | 12               | 0                |
| 通算             | タイ                 | タイ             | T2               | 9                | 1                | 0                | 0                | 0                | 0                | 9                | 1                |
| 総通算           | 総通算               | 総通算           | 総通算           | 37               | 3                | 1                | 0                | 0                | 0                | 38               | 3                |

その他の公式戦
- 2015年
  - セグンダ・ディビシオン 入れ替え戦プレーオフ 1試合0得点